# Pedro Perret

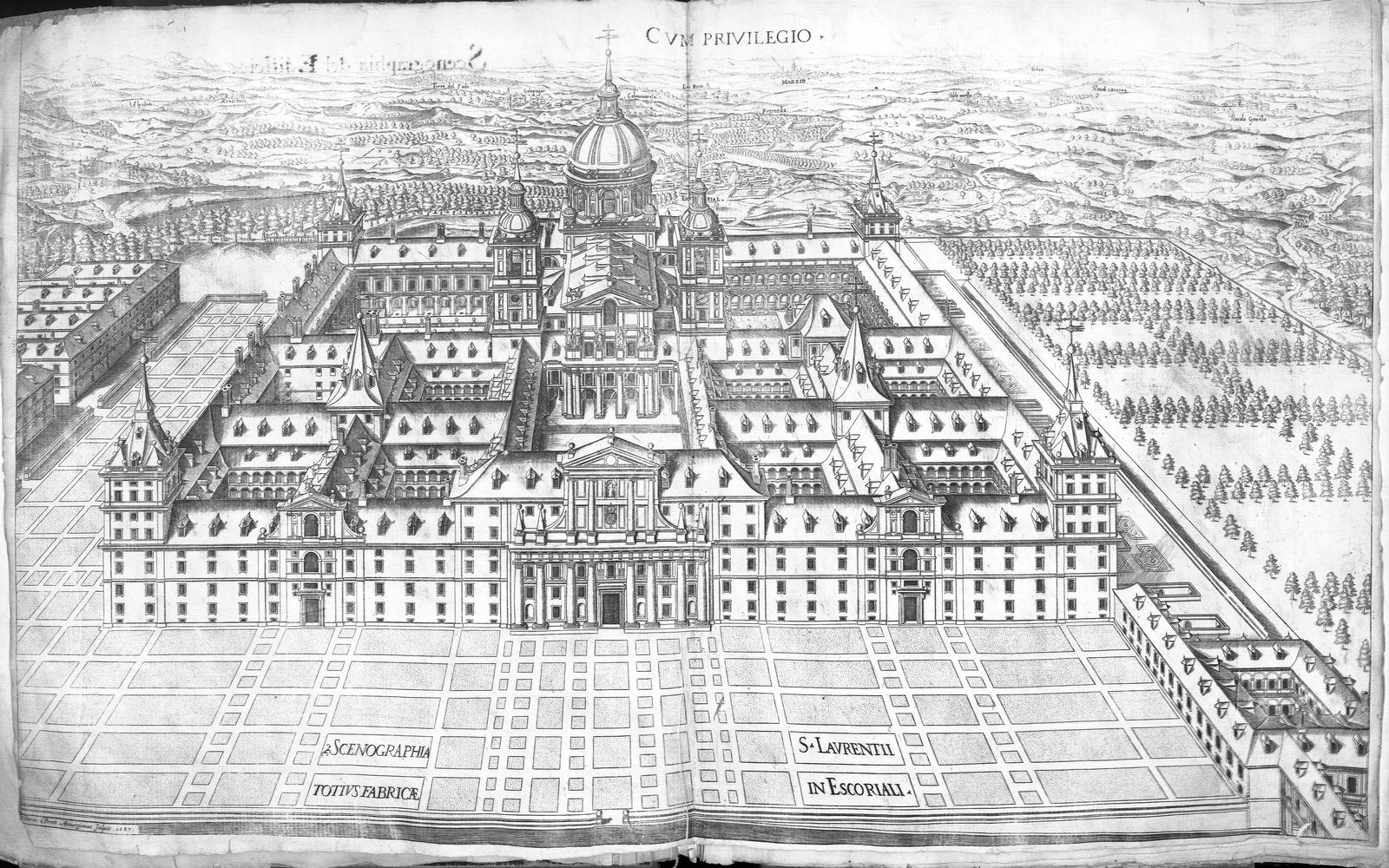
Scenographia totius fabricae S. Laurentii in Escoriali, 1589.

Pieter Perret o Pierre Perret, castellanizado Pedro Perret (Amberes, c. 1555-Madrid, 1625), fue un grabador flamenco establecido en Madrid al servicio de Felipe II.

## Biografía
Nacido en Amberes hacia 1555, habría estudiado el arte del grabado en Roma con Cornelis Cort, fallecido en 1578. De la etapa romana de Perret se conservan media docena de estampas en las que se puede observar ya su buen dominio técnico, aun siendo obras de escasa personalidad. Según Juan Agustín Ceán Bermúdez, cuyas fuentes de información para la biografía de Perret son escasamente fiables, habría retornado a su patria en fecha indeterminada y allí habría sido nombrado grabador del duque de Baviera y del elector de Colonia.
En 1583 Juan de Herrera, deseando dar a la estampa las plantas y vistas topográficas del monasterio de El Escorial, sobre las que tenía la exclusiva, se puso en contacto con él y, tras unas pruebas, firmaron un contrato en 1584 por el cual Herrera le debía proporcionar las planchas de cobre ya dibujadas por su mano y Perret se comprometía a cortarlas por 600 ducados, obligándose a no grabar ninguna otra cosa en tanto no tuviese terminadas las doce láminas convenidas. El trabajo, con todo, no estuvo concluido hasta 1589, año en que se comenzaron a vender los grabados junto a las explicaciones de Herrera, recogidas en un pequeño libro titulado Sumaria y breve declaración de los diseños y estampas de la fábrica de San Lorenzo del Escorial.

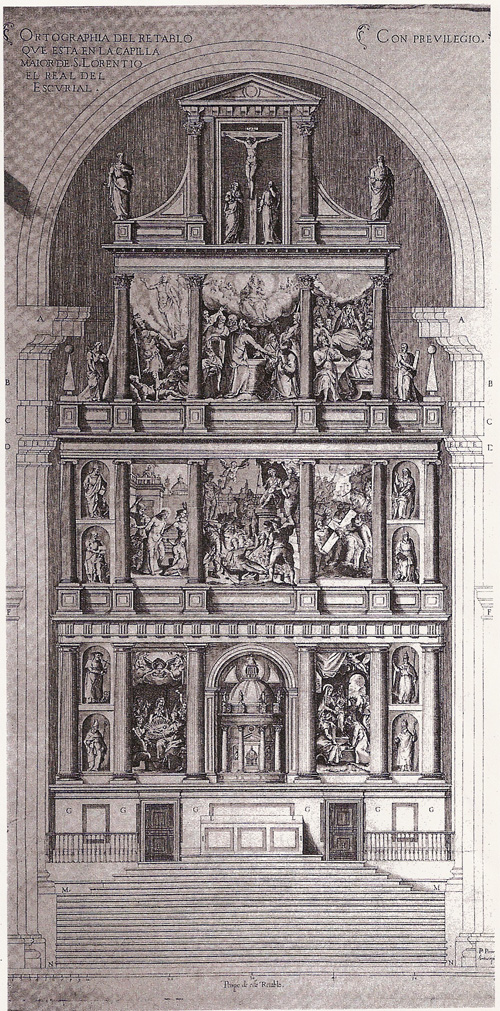
Ortographia del retablo que esta en la capilla mayor de S. Lorentio el Real del Escurial, 1589.

A pesar de la prohibición establecida en el contrato, en 1585 realizó Perret el primero de sus retratos conocidos, el de la emperatriz María de Austria. Entre 1591 y 1595, quizá de regreso en Amberes, ejecutó algunos grabados alegóricos, entre ellos los célebres homenajes dedicados a Juan de Herrera y Felipe II sobre dibujos proporcionados por Otto van Veen (Venius). Por estos servicios a la corona en 1595 fue nombrado tallador de cámara por Felipe II, con unos gajes de 100 ducados anuales. Otro trabajo suyo de esta época son tres pequeñas planchas de profetas (Daniel, Ezequiel y Ageo) según diseños de Nicolas de Hoey para la obra Icones prophetarum maiorum et minorum (1594) publicada en Amberes por Philip Galle. Se conservan ejemplares de estos tres profetas en el Museo Lázaro Galdiano de Madrid. 
Establecido definitivamente en Madrid se centrará en el negocio del libro, para el que proporcionará no solo portadas y retratos, sino marcas tipográficas y pequeños ornatos. De esta etapa se conocen no menos de 34 libros impresos en Madrid con estampas dadas por él, trece de ellos salidos de la imprenta de Luis Sánchez, con la que mantuvo más estrecha relación, a los que deben agregarse algunos más editados fuera de Madrid y muy especialmente los que salieron en Lisboa, a donde es posible que se trasladase en los primeros años del siglo XVII acompañando a la corte. Algunas de sus obras más destacadas de este momento son retratos, género en el que alcanzó un alto nivel de calidad, figurando entre los mejor conocidos el Retrato de San Ignacio de Loyola incluido en la Obras del padre Ribadeneira, citado ya elogiosamente por Francisco Pacheco, en el que por primera vez hacía constar en la firma (1597) el título de tallador real. Muy notables son también los retratos del teólogo cisterciense Jerónimo Llamas, el de Mateo Alemán, publicado con la primera parte del Guzmán de Alfarache, y el de Ginés Rocamora, recogido en su Sphera del Universo, en la que se incluyó además una alegoría de la Astronomía de aspecto fuertemente manierista, copiado de Johan Sadeler.
Entre 1609 y 1625, fecha probable de su muerte, se hizo cargo de buena parte de las portadas de los libros editados en Madrid, dejando en este apartado del negocio editorial una profunda huella. Pueden citarse, entre ellas, las portadas de La conquista de las Molucas, de Bartolomé Leonardo de Argensola (1609), De la veneración que se debe a los cuerpos de los santos y a sus reliquias, de Sancho Dávila, obispo de Jaén (1611); Compendio de las fiestas que se hicieron en la beatificación de la madre Teresa de Jesús, de Diego de San José (1615); Consejo y consejero de príncipes, de Lorenzo Ramírez de Prado (1617); Filipe Segundo Rey de España, obra de Luis Cabrera de Córdoba (1619), con una imagen de Felipe II como defensor de la religión, «quintaesencia de la iconografía de Felipe II para la posteridad»; y Aparato del túmulo real (...) para celebrar las honras del Rey Don Felipe III, para la que proporciona además de la portada dos ilustraciones interiores sobre diseños del arquitecto Juan Gómez de Mora. Suya parece ser también la portada de las Eróticas o Amatorias, de Esteban Manuel de Villegas, impresas en Nájera (1618) por Juan de Mongastón, en la que sobre un sol rodeado de estrellas y el escudo de armas de Felipe III se encuentra a las figuras de Horacio y Anacreonte, portada que fue suprimida de algunos ejemplares al suscitarse sobre ella una polémica literaria. 
Casado con Isabel de Faria, de origen portugués, tuvo un hijo de su mismo nombre y continuador del oficio paterno, aunque castellanizando el apellido él firmará Pedro Perete, cuya personalidad, desde Ceán Bermúdez, ha venido siendo confundida con la del padre.